# Continental Circus (film)
Continental Circus è un film del 1971 diretto da Jérôme Laperrousaz.
Presentato al Festival del cinema di Cannes 1971, il film è uno spaccato della vita dei piloti del Motomondiale, concentrandosi sulla figura di Jack Findlay e della sua compagna Nanou, ripresi durante diverse gare della stagione 1969:
- Junior TT (3° su Aermacchi)
- GP d'Olanda (5° in 500 su Aermacchi)
- GP del Belgio (ritirato in 500 su Matchless)
- GP della Germania Est (ritirato in 500 su LinTo)
- GP di Cecoslovacchia (ritirato in 350 su Jawa)
- GP delle Nazioni (ritirato in 350 su Jawa)

Uno dei punti focali del film è la contrapposizione tra la vita dei piloti privati (di cui Findlay è uno dei massimi esponenti) e quella di Giacomo Agostini, pilota ufficiale MV Agusta e dominatore del Motomondiale tra la fine degli anni sessanta e l'inizio del decennio successivo: emblematico il fatto che, mentre "Ago" si presenta in Porsche nel paddock dei GP, Findlay e Nanou si muovono in giro per l'Europa con un furgone.
Altro tema trattato è quello degli incidenti di gara e della morte: Laperrousaz mostra svariate scene di incidenti e fermi-immagine di piloti deceduti in gara (oltre ad alcune scene del funerale di Bill Ivy).
La colonna sonora del film, realizzata dai Gong, è contenuta nell'album Continental Circus.

## Riconoscimenti
- Premio Jean Vigo 1972